# Баранов, Виктор Иванович
Виктор Иванович Баранов (27 апреля 1941 года, г. Сучан, Приморский край — 2016 год, Ставрополь, Россия) — советский и российский изобретатель, художник. В 1978 году за изготовление фальшивых денег был арестован и приговорён к 12 годам лишения свободы. Его называли «Фальшивомонетчик № 1».

## Биография
Родился 27 апреля 1941 года в городе Сучан Приморского края, ныне Партизанск. В 1957 году с семьёй переехал в Ставропольский край.
В детстве Виктор увлекался коллекционированием старинных денежных купюр. Он много слышал о том, что есть люди, которые могут изготавливать такие же, но не предполагал, что однажды сможет сделать нечто подобное. После седьмого класса уехал в Ростов-на-Дону учиться в строительном училище.
Одно время работал журналистом, а незадолго до ареста — водителем в Ставропольском крайкоме КПСС. Ему не раз приходилось возить важных персон, в том числе и первого секретаря местного крайкома Михаила Горбачёва.
Не раз предлагал свои изобретения предприятиям, но они в большинстве своём оставались невостребованными. Тогда Баранов, понимая собственное непризнание, а также для финансирования собственных изобретений, берётся за изготовление фальшивых денег. Он взялся за производство сложных видов банкнот; достойной целью была выбрана банкнота 25 рублей, изобилующая системами защиты от подделок и огромным количеством мелких деталей. Виктор объездил букинистические магазины, однако не смог найти там всех необходимых для себя книг. Необходимую литературу он нашёл в библиотеке имени Ленина, где читал, конспектировал и штудировал книги по полиграфии и цинкографии. Даже украл несколько, о чём вспоминает с сожалением: «Не отношусь к людям жуликоватым». Рядом с домом изобретателя располагался сарай, в котором он оборудовал свою «научно-исследовательскую лабораторию». Охваченный новыми идеями, Виктор Иванович сутками не выходил оттуда.
12 апреля 1977 года был задержан на колхозном рынке города Черкесска при сбыте очередной партии подделок. При личном обыске у Баранова было обнаружено 77 фальшивых денежных знаков достоинством в 25 рублей. Как выяснилось, шофёр в августе 1976 года уволился и нигде не работал, однако сыщики узнали, что нужды в деньгах он не испытывал: лишившись зарплаты, приобрёл автомашину «Нива», покупал жене золотые ювелирные изделия, делал дорогостоящие подарки родственникам. Когда сотрудники милиции стали расспрашивать Баранова о сообщниках, тот заявил, что делал всё в одиночку. Эксперты поначалу не поверили этому, однако следственные мероприятия подтвердили факт изготовления Барановым фальшивых денежных купюр на общую сумму 33 450 рубля, при этом на момент задержания Барановым был осуществлён сбыт купюр на сумму 23 525 рублей.
После ареста он показал свой сарай, где при обыске были обнаружены компактная типография, пачки напечатанных денег и пять тетрадей с описанием его исследований.
Для министра МВД Н. А. Щелокова Баранов изложил рекомендации по улучшению защиты рублей от подделок. По результатам такого сотрудничества расстрельную статью ему заменили колонией — он был приговорён к 12 годам лишения свободы, при этом дали на три года меньше максимального срока. Через 10 с половиной лет был условно-досрочно освобождён. Срок отбывал в колонии особого режима Димитровграда Ульяновской области. Освободился в 1990 году. Жил в Ставрополе. Работал на заводе «Аналог», потом открыл фирму «Франза» по выпуску духов, но вскоре разорился. Несмотря на высокий интеллект и тягу к изобретательству, на протяжении жизни так и не разбогател.
Его история показана в выпуске «Король подделки» (№ 35 от 2 февраля 2007 года) телепередачи «Следствие вели…». Также ему посвящён выпуск «Гений подделки» из цикла «Бандиты эпохи социализма».
15 мая 2016 состоялась премьера телесериала «Деньги», сюжет которого основан на истории В. И. Баранова.
Ушёл из жизни в 2016 году, г. Ставрополь, Россия.